# Гуго д'Ібелін
Гуго д'Ібелін (фр. Hugues d’Ibelin; до 1133 — бл. 1170) — сеньйор Рамли й Ібеліна (на території сучасного Ізраїля), барон Єрусалимського королівства з впливового Ібелінського дому.

## Біографія
Гуго був старшим сином Барісана д'Ібеліна і Ельвіс з Рамли. Після смерті Барісана в 1150 році, Ельвіс вийшла заміж за конетабля королівства Манассе д'Іержа, одного з вірних прибічників королеви Мелісенди в її боротьбі зі своїм сином Балдуїном III.
Манассе був вигнаний в 1152 році, коли Балдуїн здобув верх у боротьбі проти Мелісенди і дозволив Гуго успадкувати Рамлу, володіння матері. Гуго взяв участь у захопленні Аскалона в 1153 році, а в 1157 потрапив у полон у битві при Баніас і був відпущений, можливо в наступному році. 
У 1159 році він відвідав князівство Антіохію і зустрівся з візантійським імператором Мануїлом Комніном, який прибув для затвердження свого сюзеренітета над князівством. Гуго брав участь в експедиції Амальріка I Єрусалимського в Єгипет в 1167 році і відповідав за будівництво мосту через Ніл. Хрестоносці в той час були в союзі з єгипетським султаном проти Асад ад-Діна Ширкуха ібн Шаді, полководця атабека Нур ад-Дін Махмуда, який також виборював контроль над Єгиптом. Гуго був відправлений до Каїра, щоб обороняти місто разом з Камілем, сином султана, і став першим хрестоносцем, що побував у палаці султана. При облозі Більбейса під час тієї ж кампанії, згідно з сімейною легендою, Гуго був врятований Філіппом де Міллі після того, як зламав ногу і впав з коня.
Гуго помер близько 1170 року під час паломництва в Сантьяго-де-Компостела. Його володіння, Ібелін і Рамла, перейшли до його молодшого брата Балдуїна д'Ібеліна. Інший Гуго д'Ібелін був сином Жана Старого, сеньйора Бейрута, і доводився внучатим племінником цьому Гуго.

## Шлюб
У 1163 ріку одружився з Агнес де Куртене (1133 — вересень 1184 / 1 лютого 1185), дочкою графа Едеси Жослена II і Беатріси, колишньої дружини Амальріка та матері Балдуїна IV. Можливо, Агнес вже була заручена з ним до 1157, але вийшла заміж за Аморі після полону Гуго. Аморі розлучився з нею, перш ніж коронувався у 1163 році. 
Дітей в шлюбі не було.